# Mount Saint Helena
Il Monte Sant'Elena (Mount Saint Helena) è una montagna delle Mayacmas Mountains nei pressi delle città di Napa, Sonoma e della Contea di Lake, California. 

## Descrizione
Composta da rocce vulcaniche di 2,4 milioni di anni dalla Clear Lake Volcanic Field, è una delle poche montagne della San Francisco Bay Area a ricevere di tanto in tanto precipitazioni nevose durante l'inverno.
La montagna comprende cinque vette, disposte grosso modo a forma di M. La seconda vetta in ordine di altezza, direttamente a est rispetto alla prima, è il punto più alto della contea di Napa.

## Storia
Il Mount Saint Helena era originariamente chiamato Mount Mayacamas, nome che venne sostituito con quello attuale a seguito di una scalata russa nel 1841 i cui partecipanti lasciarono sulla vetta due placche di rame su cui è incisa la data della loro scalata. Una di queste placche porta anche il nome della principessa Helena de Gagarin, moglie del conte Alexander G. Rotchev, comandante del Fort Ross.
Robert Louis Stevenson e Fanny Osborne trascorsero l'estate durante la loro luna di miele in un campo abbandonato sul Mount Saint Helena. Un libro dello stesso Stevenson, The Silverado Squatters, narra le esperienze dello scrittore sul monte. La vetta è raggiungibile tramite dei sentieri che portano al Robert Louis Stevenson State Park.
Dal versante sud-est della montagna sgorga il fiume Napa.